# 室伏重信
室伏 重信（むろふし しげのぶ、1945年〈昭和20年〉10月2日 - ）は、日本の元陸上競技選手、陸上競技指導者。専門はハンマー投で、男子同種目・前日本記録保持者。中京大学名誉教授。
2004年アテネオリンピックハンマー投金メダリストの室伏広治と、女子ハンマー投日本記録を長年保持していた室伏由佳の実父である。重信は息子の広治に次ぐ、日本歴代2位のハンマー投記録保持者。

## 人物
日本大学経済学部卒業。
大昭和製紙に所属。
オリンピック日本代表4回、アジア大会5連覇、日本選手権10連覇などの金字塔を打ち立て「アジアの鉄人」とうたわれた。
重信がマークした75m96の日本記録は、1998年に息子の室伏広治に破られたが、広治に次ぐ日本歴代2位である。
1984年に重信がハンマー投の日本記録をマークして以降、重信から広治へと室伏親子が日本記録を保持し続けている。また、娘（広治の妹）の室伏由佳は女子ハンマー投の日本歴代2位の記録保持者である。
指導者としてアテネオリンピック男子ハンマー投金メダリストとなった息子の広治を始め、1998年長野オリンピックボブスレー代表の中村康夫、釜山アジア大会男子ハンマー投銀メダリストの土井宏昭、エドモントン世界選手権女子ハンマー投代表の綾真澄、自身の長女でアテネオリンピック女子ハンマー投代表の室伏由佳、富士通で活躍した植徹など、幾多の名選手を育成した。中京大学陸上競技部監督・アテネオリンピック日本選手団ヘッドコーチなどを歴任。
また幼少時代から相撲が好きであったため、大相撲力士に憧れていた。筋肉質で足腰が強かったため、中学3年の時点で相手になる人がいなかったと語っている。昭和の大横綱双葉山定次（時津風）自らが重信に入門を勧め、力士になるつもりでいたが、母親に反対されたため、角界入りを断念したという逸話がある。

## 経歴
- 1964年 - 東京オリンピック代表選考に落選
- 1966年 - バンコクアジア大会準優勝
- 1968年 - 日本大学経済学部卒業。大昭和製紙に入社
- 1970年 - バンコクアジア大会優勝
- 1972年 - ミュンヘンオリンピックに出場。8位に入る。9月29日、ルーマニアのやり投選手、セラフィナ・モリツと静岡県沼津市で結婚[5]。
- 1974年 - テヘランアジア大会優勝
- 1976年 - モントリオールオリンピック出場。11位に入る
- 1977年 - 日本大学文理学部講師に就任
- 1978年 - バンコクアジア大会優勝
- 1980年 - 中京大学体育学部助教授に就任。モスクワオリンピック代表に選出されるも日本のボイコットにより出場ならず
- 1982年 - ニューデリーアジア大会優勝
- 1984年 - ロサンゼルスオリンピック出場。14位に入る。（日本選手団旗手を務める。）
- 1986年 - ソウルアジア大会優勝
- 1989年 - 中京大学体育学部教授に就任
- 1991年 - 燦々ぬまづ大使に就任
- 1993年 - 第10回世界ベテランズ陸上競技選手権大会優勝。63m46cmのマスターズ世界新記録（46～49歳）を樹立
- 2011年3月 - 定年まで5年を残し中京大学を退職。同大学より「名誉教授」の称号が授与される[6]。

## 倒れ込み
外国人選手との体格の差を埋めるために重信が開発した投擲フォームである。現在では当たり前になったが、当時は一般的でなかったビデオによるフォームの確認を行いながら、人体についての専門書も読み、試行錯誤を繰り返し作り出した。体格の大きい選手は自らの背筋力でハンマーの遠心力に耐えて投擲ができるが、体格の小さい重信では自らの背筋力のみではハンマーの遠心力に耐えきれずに限界が来る。そこを後ろに倒れ込むようにしてカバーし、更に回転半径を大きくすることでハンマー先端の遠心力を増加させ、回転のスピードアップを可能にした。この技術は息子の室伏広治にも受け継がれ、広治のオリンピック、世界陸上選手権での金メダル獲得の一因となった。

## 主な受賞歴
- ヘルムス賞（1972年）
- 文部大臣スポーツ功労者表彰（1973年）
- 内閣総理大臣顕彰（1986年）

## 著作･関連書籍
- 『鉄球(ハンマー)は教えてくれた』（室伏重信(著)、講談社、1982/11、ISBN 978-4062002301）
- 『その瞬間にかける』（室伏重信(著)、原生林、1988/3）
- 『室伏重信の楽しい陸上競技 (ジュニア・スポーツ・セレクション)』（室伏重信(著)、小峰書店、1991/4、ISBN 978-4338085113）
- 『ハンマー投げ　(最新陸上競技入門シリーズ ; 8)』（室伏重信(著)、帖佐寛章・佐々木秀幸(監修)、ベースボールマガジン社、1994/9、ISBN 978-4583031194)
- 『ジュニア陸上競技教典』（全国高等学校体育連盟陸上競技部(編)、陸上競技社、1997/3、ハンマー投の項を室伏重信が執筆）
- 『陸上競技ビデオ全集　VOL.15「ハンマー投」』（室伏重信(監修)、ソーケン･ネットワーク、DVD）
- 『Super陸上　VOL.11「ハンマー投」』（室伏重信(監修)、ソーケン･ネットワーク、DVD）
- 『ハンマー室伏の健康体操』（VHS／CD）

## 脚註
1. ↑  shigenobu Murofushi sports-reference.com
2. ↑  “夢と感動と愛を与えた日本陸上界の偉人５人”.   【SPAIA】スパイア (2016年7月23日). 2020年11月17日閲覧。
3. ↑  スポーツ　歴史の検証　第20回　室伏重信 アーカイブ 2015年6月16日 - ウェイバックマシン　笹川スポーツ財団
4. ↑  伝説～スポーツ王国日本 歴史を作った者たち 【ハンマー投げ～アジアの鉄人　室伏重信(1) アーカイブ 2008年10月29日 - ウェイバックマシン 日刊スポーツ 2014年11月15日閲覧
5. ↑  “<あのころ>室伏重信が結婚 広治選手の両親”.  共同通信 (2012年9月29日). 2013年5月1日時点のオリジナルよりアーカイブ。2013年2月27日閲覧。
6. ↑  中京大学広報 第168号 (PDF) （2011年6月27日、8ページ）